# 本間忠家
本間 忠家（ほんま ただいえ）は、鎌倉時代前期の武士。

## 生涯
横山党の一流で相模国愛甲郡依智郷を本拠とした本間義忠の嫡男。承久元年（1219年）藤原頼経（三寅）が鎌倉に下向する際の輿役に忠家の名が見える。承久3年（1221年）承久の乱では子らとともに北条時房の軍勢に加わる。『承久記』は、美濃国不破郡垂井の陣中での軍議で北条泰時が宇治方面へ、時房が勢多方面へ進攻するという三浦義村が立案に対し、忠家は時房勢が敵主軍の布陣するだろう宇治へ向かうべきだと主張したが、義村は治承・寿永の乱における宇治川の戦いで年長の源範頼が勢多、年少の源義経が宇治を攻めて勝利を収めた故事を引き、結局義村の立案が採用されたというエピソードを載せる。勢多・宇治で勝利して入京の後は京中の官軍掃討に加わり、貴船で美濃源氏の神地頼経とその一党を捕縛している。
忠家は六波羅探題として在京した時房・時盛父子の家令的立場だったらしく忠家もまた在京した。元仁2年（1227年）園城寺で内紛があった際には鎮圧軍の大将を務める。安貞2年（1228年）賀島盛能とともに高野山に派遣され、衆徒の持つ武具を破棄させている。また時房の伊勢国守護就任に際して守護代に任じられており、子の忠貞を始め本間氏は伊勢国内に所領を与えらえた。